# Нелепинская сельская община
Нелепинская сельская общи́на (укр. Неліпинська сільська громада) — территориальная община в Мукачевском районе Закарпатской области Украины.
Административный центр — село Нелепино.
Население составляет 5 324 человека. Площадь — 127,9 км².

## Населённые пункты
В состав общины входит 4 села:
- Нелепино
- Волчий
- Сасовка
- Ганьковица